# Daren Sammy Cricket Ground
Daren Sammy Cricket Ground (tot 2016 Beausejour Cricket Ground) is een cricketstadion in Gros Islet, Saint Lucia. Het stadion werd gebouwd in 2002 en heeft een capaciteit van ongeveer 15.000 toeschouwers.

## Internationaal cricket
Het stadion is de thuishaven van het West-Indisch cricketelftal
- Eerste eendagswedstrijd: Brits West-Indië - Nieuw-Zeeland (8 juni 2002)
- Eerste testwedstrijd: Brits West-Indië - Sri Lanka (20-24 juni 2003)

## Wereldkampioenschap 2007
Het stadion was een van de stadions waarin het Wereldkampioenschap cricket 2007 werd gespeeld. Voor dit wereldkampioenschap werd de capaciteit van het stadion uitgebreid naar 20.000 toeschouwers.